# Список сеньоров и графов Эгмонта
Сеньоры и графы Эгмонта — правители сеньории Эгмонт, затем графства Эгмонт — феодальных владений существовавших на территории современных Нидерландов.

## Сеньоры Эгмонта
- Радбольд
- Вольбранд
- Додо I (? — ?)
- ? — 1036: Вальгер (? — 1036)
- 1036—1074: Додо II (? — 1074)
- 1074—1114: Бирвут I (? — 1114)
- 1114—1160: Бирвут II (? — 1160)
- 1160—1168: Альберт (1130—1168)
- 1168—1208: Вальтер I (? — 1208)
- 1208—1234: Вильгельм I (1180—1234)
- 1234—1242: Герард (1200—1242)
- 1300—1324: Вальтер II (? — 1324)
- 1321—1369: Ян I (1310—1369)
- 1369—1409: Аренд (1349—1409)
- 1409—1451: Ян II (1385—1451)
- 1451—1483: Вильгельм II (1412—1483)

## Графы Эгмонта
- 1483—1516: Жан III (или I) (1438—1516)
- 1516—1528: Жан IV (или II) (1499—1528)
- 1528—1541: Шарль I (? — 1541)
- 1541—1568: Ламораль I (1522—1568)
- 1568—1590: Филипп (ок. 1558 — 1590)
- 1590—1617: Ламораль II (? — 1617)
- 1617—1620: Шарль II (1567—1620)
- 1620—1654: Луи (1600—1654)
- 1654—1682: Филипп-Луи (1630—1682)

## Титулярные графы Эгмонта
- 1682—1693: Луи-Эрнест (1665—1693)
- 1693—1707: Прокоп-Франсуа (1669—1707)
- 1707—1743: Прокопо Пиньятелли-Эгмонт[нидерл.] (1703—1743)
- 1743—1753: Ги-Феликс Пиньятелли-Эгмонт (1720—1753)
- 1753—1801: Казимир Пиньятелли-Эгмонт (1727—1801)